# Večer hrvatske baštine u Tavankutu
Večer hrvatske baštine je kulturna manifestacija vojvođanskih Hrvata koja se održavala u Tavankutu.
Organizira ga HKPD Matija Gubec iz Tavankuta. Prva je manifestacija održana u nedjelju 7. listopada 2001. godine. Pokrovitelji su Veleposlanstvo R. Hrvatske iz Beograda, Generalni konzulat RH u Subotici, Savezno ministarstvo za kulturu, Ministarstvo kulture R. Srbije, Pokrajinski sekretarijat za manjinska pitanja iz Novog Sada. 
Program manifestacije činili su svečanim mimohodom ulicama Tavankuta, glazbeno–plesno predstavljanjem sudionika ove manifestacije. Na Večeri hrvatske baštine do danas su sudjelovala ova hrvatska društva iz Vojvodine i Hrvatske:
Vojvodina: 
- HKC ”Srijem” Golubnici
- KUDH ”Bodrog” Bački Monoštor
- HKC Bunjevačko kolo Subotica
- OKUD ”Ivo Lola Ribar” Sonta
- HKC ”Srijem” Srijemska Mitrovica
- HKUD ”Vladimir Nazor” Sombor,
- KPD ”Silvije S. Kranjčević” Bereg
- HKUD ”Stipan Knezi Šimeta” Lemeš

Hrvatska:
- KUD–a ”Repušnica”, Repušnica, Kutina

Cilj ove manifestacije je jedinstvenim načinom okupiti i objediniti sve hrvatske kulturne institucije u Vojvodini, a koje prenose i njeguju hrvatsku kulturu, tradiciju i običaje. 
S obzirom na osebujan pečat Vojvodine, s obzirom na brojnost hrvatskog življa na ovim prostorima i bogatstva sveukupne kulturne baštine, koja na ovim prostorima i s ovim narodom živi i piše povijest za buduće naraštaje, a svakako i daje osebujan pečat Vojvodini, svrstavajući je na taj način u razinu s europskim kulturnim središtima, poseban se naglasak želi staviti na međusobnu cjelovitiju i transparentniju suradnju u svim područjima kulturnog stvarateljstva. Organizatori žele da ova manifestacija bude začetak tradicionalnog susretanja kulture Hrvata SR Jugoslavije. 

## Vanjske poveznice
- Zvonik  Arhivirana inačica izvorne stranice od 6. travnja 2018. (Wayback Machine) Ladislav Suknović: VEČER HRVATSKE BAŠTINE U TAVANKUTU, Subotica, listopad 2001.